# Списак председника општине Будве
Списак председника општине Будве је списак председника општине Будва од 1965.године. Председник општине Будве је челник града и општине Будва, он делује у име Града и обавља извршну функцију у општини Будва. Актуелни градоначелник је Марко Царевић, члан Демократског фронта.

## Градоначелници
|                                 | Градоначелник      | Почетак функције   | Крај функције      | Странка                                  |
| ------------------------------- | ------------------ | ------------------ | ------------------ | ---------------------------------------- |
|                                 | Војислав Бринић    | 1965.              | 1969.              | Комунистичка партија Југославије         |
|                                 | Мило Медиговић     | 1969.              | новембар 1973.     | Комунистичка партија Југославије         |
|                                 | Бранко Иванчевић   | новембар 1973.     | 13. април 1978.    | Комунистичка партија Југославије         |
|                                 | Предраг Ћулавић    | 13. април 1978.    | 13. април 1982.    | Комунистичка партија Југославије         |
|                                 | Жарко Миковић      | 13. април 1982.    | 21. април 1986.    | Комунистичка партија Југославије         |
|                                 | Владо Дулетић      | 21. април 1986.    | 21. јул 1989.      | Комунистичка партија Југославије         |
|                                 | Ђорђије Прибиволић | 21. јул 1989.      | 27. децембар 1990. | Комунистичка партија Југославије         |
| Демократска партија социјалиста | Ђорђије Прибиволић | 21. јул 1989.      | 27. децембар 1990. |                                          |
|                                 | Мирослав Ивановић  | 27. децембар 1990. | 1992.              | Демократска партија Социјалиста          |
|                                 | Жарко Миковић      | 1992.              | 12. јун 1998.      | Демократска партија Социјалиста          |
|                                 | Раде Греговић      | 12. јун 1998.      | 9. март 2000.      | Демократска партија Социјалиста          |
|                                 | Ђорђије Прибиволић | 9. март 2000.      | 8. јул 2002.       | Демократска партија Социјалиста          |
|                                 | Весна Радуновић    | 8. јул 2002.       | крај 2003.         | Либерални савез Црне Горе                |
|                                 | Раде Јовановић     | крај 2003.         | 2004.              | Либерални савез Црне Горе                |
|                                 | Веселин Марковић   | 2004.              | 2005.              | Социјалистичка народна партија Црне Горе |
|                                 | Рајко Куљача       | 2005.              | 6. април 2011      | Демократска партија Социјалиста          |
|                                 | Лазар Рађеновић    | 27. април 2011     | 20. август 2015    | Демократска партија Социјалиста          |
|                                 | Срђа Поповић       | 29. август 2014.   | 29. децембар 2016. | Демократска партија Социјалиста          |
|                                 | Драган Краповић    | 29. децембар 2016. | 30. децембар 2018. | Демократска Црна Гора                    |
|                                 | Марко Царевић      | 9. јануар 2019.    | 12. август 2022.   | Демократски фронт                        |
|                                 | Мило Божовић       | 12. август 2022.   | 7. фебруар 2025.   | Демократски фронт                        |
|                                 | Никола Јовановић   | 7. фебруар 2025.   | Тренутно           | ГГ ,,Будва наш град''                    |